# Serie A 1970-1971 (pallamano maschile)
La Serie A 1970-1971 è stata la 2ª edizione del torneo di primo livello del campionato italiano di pallamano maschile.

Esso venne organizzato dalla Federazione Italiana Giuoco Handball.

Il torneo fu vinto dall'H.C. Flaminio Genovesi Roma per la 1ª volta nella sua storia.

## Formula
Per la seconda edizione il torneo fu composto da due distinte fasi: la prima fase prevedeva la disputa di tre girone da 7 squadre ciascuno; al termine le prime due classificate di ogni raggruppamento disputarono un girone unico per l'assegnazione del titolo.

## Squadre partecipanti alla fase finale
| Città         | Club                        | Palasport | Sponsor |  |
| ------------- | --------------------------- | --------- | ------- |  |
| Bologna       | Handball Club Bologna 1969  |           |         |  |
| Roma          | Centro Sportivo Esercito    |           |         |  |
| Roma          | CUS Roma                    |           |         |  |
| Roma          | H.C. Flaminio Genovesi Roma |           |         |  |
| Roma          | H.C. Montesacro Roma        |           |         |  |
| Rovereto (TN) | Handball Club Rovereto      |           |         |  |

## Classifica girone finale
|  | Pos. | Squadra           | Pt | G | V | N | S | GF | GS | D | Note                                        |
|  | ---- | ----------------- | -- | - | - | - | - | -- | -- | - | ------------------------------------------- |
|  | 1.   | Flaminio Genovesi | 0  | 0 | 0 | 0 | 0 | 0  | 0  | 0 | Qualificato alla Coppa dei Campioni 1971-72 |
|  | 2.   | Rovereto          | 0  | 0 | 0 | 0 | 0 | 0  | 0  | 0 |                                             |
|  | 3.   | CUS Roma          | 0  | 0 | 0 | 0 | 0 | 0  | 0  | 0 |                                             |
|  | 4.   | C.S. Esercito     | 0  | 0 | 0 | 0 | 0 | 0  | 0  | 0 |                                             |
|  | 5.   | Bologna 1969      | 0  | 0 | 0 | 0 | 0 | 0  | 0  | 0 |                                             |
|  | 6.   | Montesacro Roma   | 0  | 0 | 0 | 0 | 0 | 0  | 0  | 0 |                                             |

## Campioni
| Campione d'Italia 1970-1971           |
| ------------------------------------- |
| H.C. Flaminio Genovesi Roma 1º titolo |